# 梅小路京都西駅
梅小路京都西駅（うめこうじきょうとにしえき）は、京都府京都市下京区観喜寺町にある、西日本旅客鉄道（JR西日本）山陰本線の駅である。駅番号はJR-E02。
「嵯峨野線」の愛称区間に含まれている。2019年（平成31年）3月16日に開業し、山陰本線では2008年（平成20年）3月15日の梶栗郷台地駅以来11年ぶりの新駅開業となった。

## 歴史

### 建設の経緯
近隣に所在する梅小路公園には梅小路蒸気機関車館や2012年3月14日に開業した京都水族館があり、さらに、梅小路蒸気機関車館が拡張・改装されて2016年4月29日に京都鉄道博物館となり観光客が大幅に増加したが、最寄り駅である京都駅から約1.7 km離れていることからアクセスがしばしば議論の的となっていた。2014年5月、京都商工会議所は観光客の利便と地域経済振興を図るため京都駅 - 丹波口駅間への新駅設置を提案したほか、同年8月には京都市も検討を開始した。
2015年2月2日、京都市はJR西日本と新駅設置の合意書に署名し、新駅の総建設費約49億円のうち、JR西日本が19億円、京都市が15億円を負担し、残りの15億円は国の補助金でまかなうことを決定し、事業化が決定した。
なお、1994年には全国都市緑化フェアの期間中、当駅から約600 m京都方の京都貨物駅近くに臨時駅「緑化フェア梅小路駅」が設置されていた。

### 駅名の由来
京都市は2018年（平成30年）3月から4月にかけて新駅名を公募し、総計1,257件の応募があったが、そのうち「梅小路」が224件、「梅小路公園」が205件の応募があった。
これを受け検討がなされた結果、同年7月20日、JR西日本京都支社と京都市は共同で記者会見を行い、駅名を「梅小路京都西」とすると発表した。当駅に隣接する梅小路公園は周辺地域を象徴する存在として地域住民に親しまれているほか、前述の公募では含まれるキーワード別の集計で「梅小路」の名称が応募最多数の836件で使用されていた。また、当地は京都駅の西側約1.7キロメートルに位置し、京都観光の新たなサブゲートとなることを見据えて「京都」「西」を付した名称となった。
なお、駅名決定までの仮駅名は「JR七条駅」であった。

### 年表
- 2015年（平成27年）
  - 2月2日：JR西日本と京都市が新駅設置の事業化を発表[7]。
  - 2月27日：近畿運輸局長に対し新駅設置に関する事業基本計画の変更を申請。国土交通大臣に対し東海道線 梅小路駅 - 丹波口駅間（東海道本線貨物支線）の第一種鉄道事業の廃止を届出[11]。
- 2016年（平成28年）
  - 2月28日：新駅建設に支障するため、梅小路駅 - 丹波口駅間の東海道本線貨物支線を廃止[11]。
  - 8月12日：JR西日本が新駅のデザインなどを発表[12]。
  - 9月19日：起工式を開催。
- 2017年（平成29年）9月30日 - 10月1日：新駅建設に伴い、高架橋架替工事が行われる[13][14]。
- 2018年（平成30年）
  - 3月26日 - 4月27日：京都市が駅名の公募を実施。
  - 7月20日：JR西日本が駅名を「梅小路京都西駅」に決定[3]。
- 2019年（平成31年）3月16日：山陰本線（嵯峨野線）の京都駅 - 丹波口駅間に新設開業[1]。
- 2025年（令和7年）8月20日：上記の旧貨物支線高架上（梅小路ハイライン）に国内初となる常設店舗「FUTURE TRAIN」が部分開業。店舗の一部としてクロ681-4（2024年12月廃車）が転用されているが、当該部分を含めた全面開業は9月20日の予定[15]。

## 駅構造
相対式ホーム2面2線を持つ高架駅で、改札内にはバリアフリー対応のトイレや飲料自販機・自動精算機が設置されている。
嵯峨野線の駅では初めてホームドアを設置した。同駅設置工事にともなって廃止された短絡線に屋根を設け、横断歩道橋として活用することで七条通り北側への回遊性向上を狙うとしている。

### のりば
| のりば | 路線     | 方向 | 行先                       |
| ------ | -------- | ---- | -------------------------- |
| 1      | 嵯峨野線 | 上り | 京都方面                   |
| 2      | 嵯峨野線 | 下り | 嵯峨嵐山・園部・福知山方面 |

- 上表の路線名は旅客案内上の名称（愛称）で表記している。

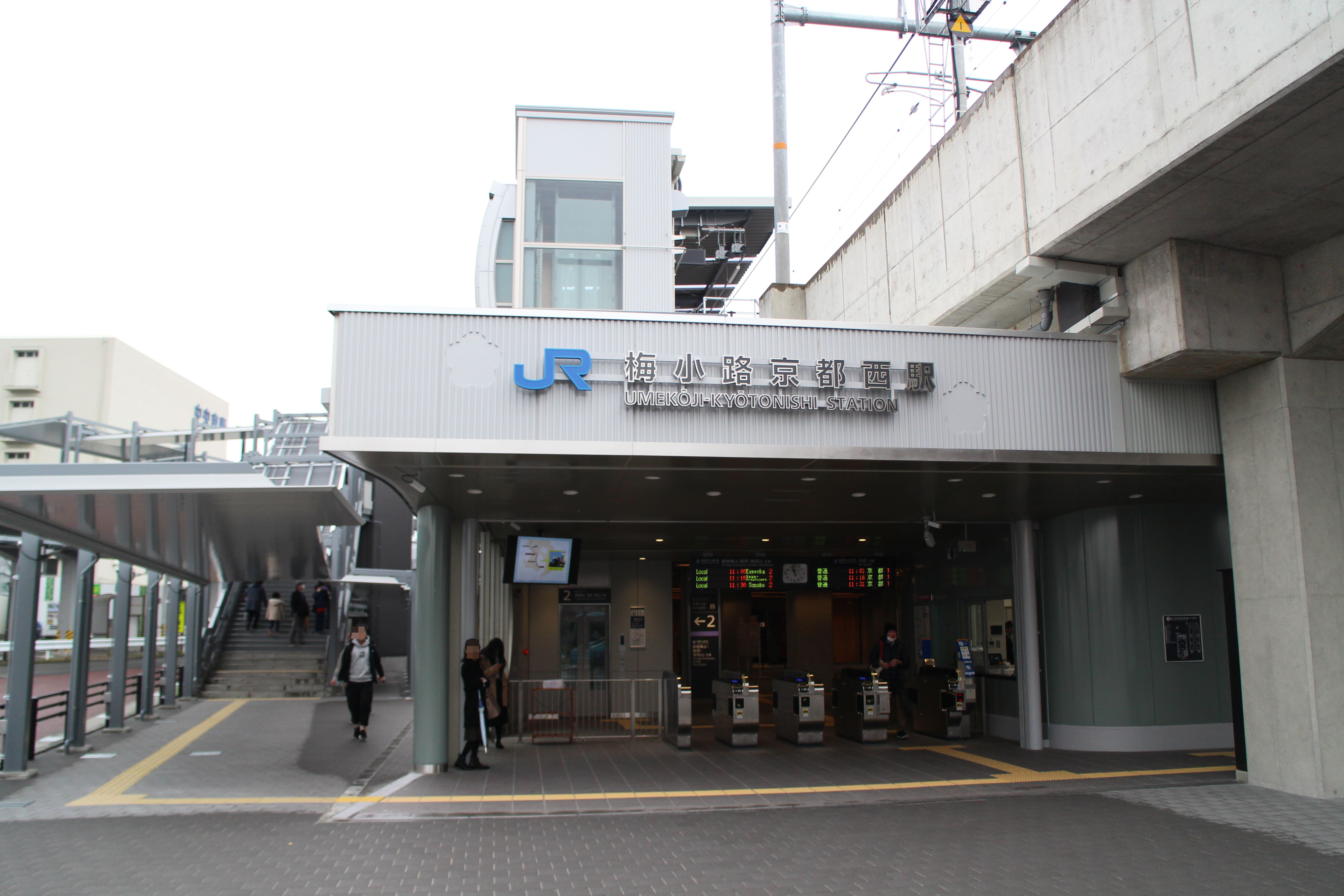
駅入口（2019年3月）
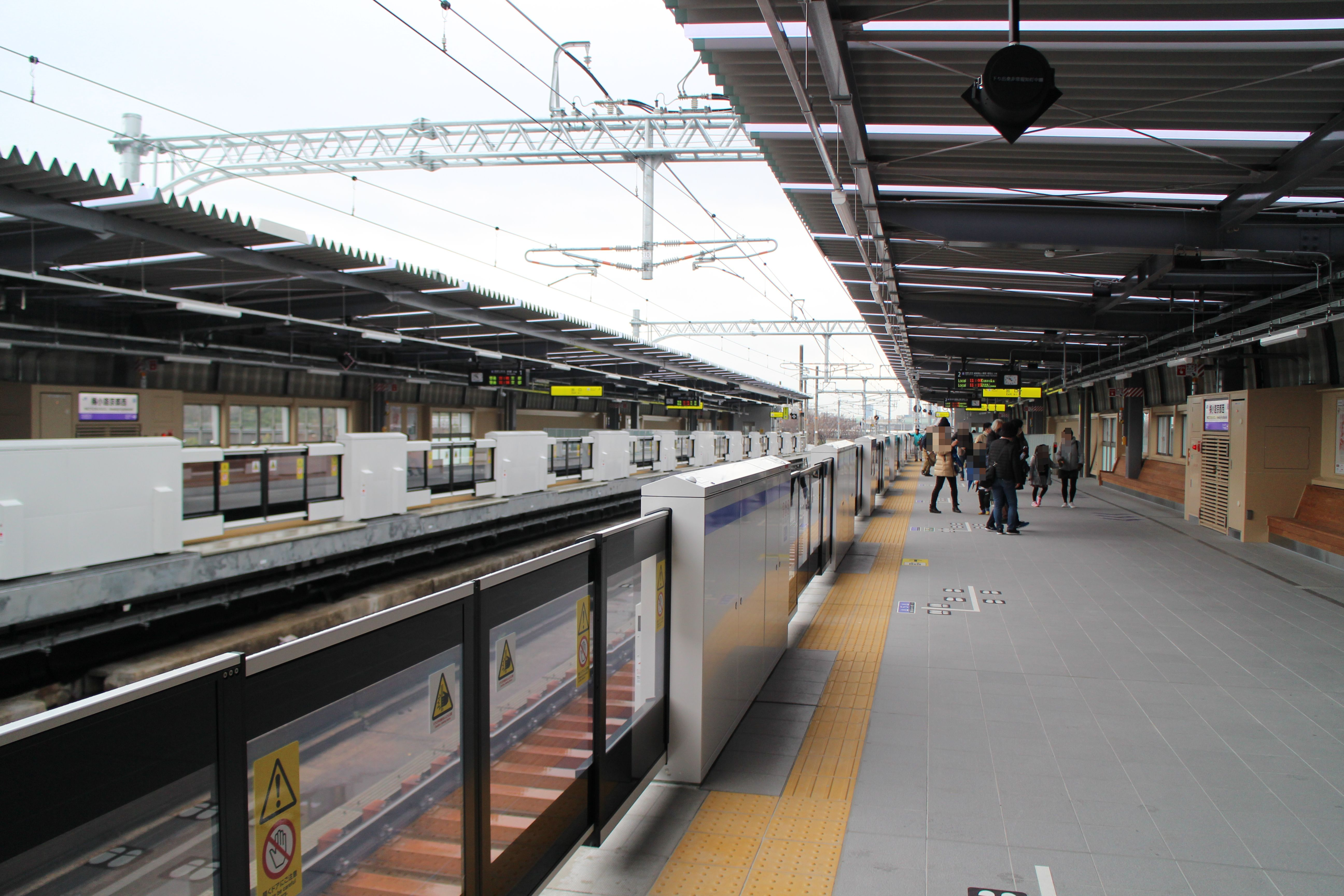
ホーム（2019年3月）

## 利用状況
2023年度の1日当たりの利用者数は7,570人。1日の平均乗車人員は以下の通りである。
| 年度   | 1日平均 乗車人員 |
| ------ | ---------------- |
| 2019年 | 2,415            |
| 2020年 | 1,906            |
| 2021年 | 2,345            |
| 2022年 | 3,301            |

## 駅周辺
- 梅小路公園
  - 京都鉄道博物館
  - 京都水族館

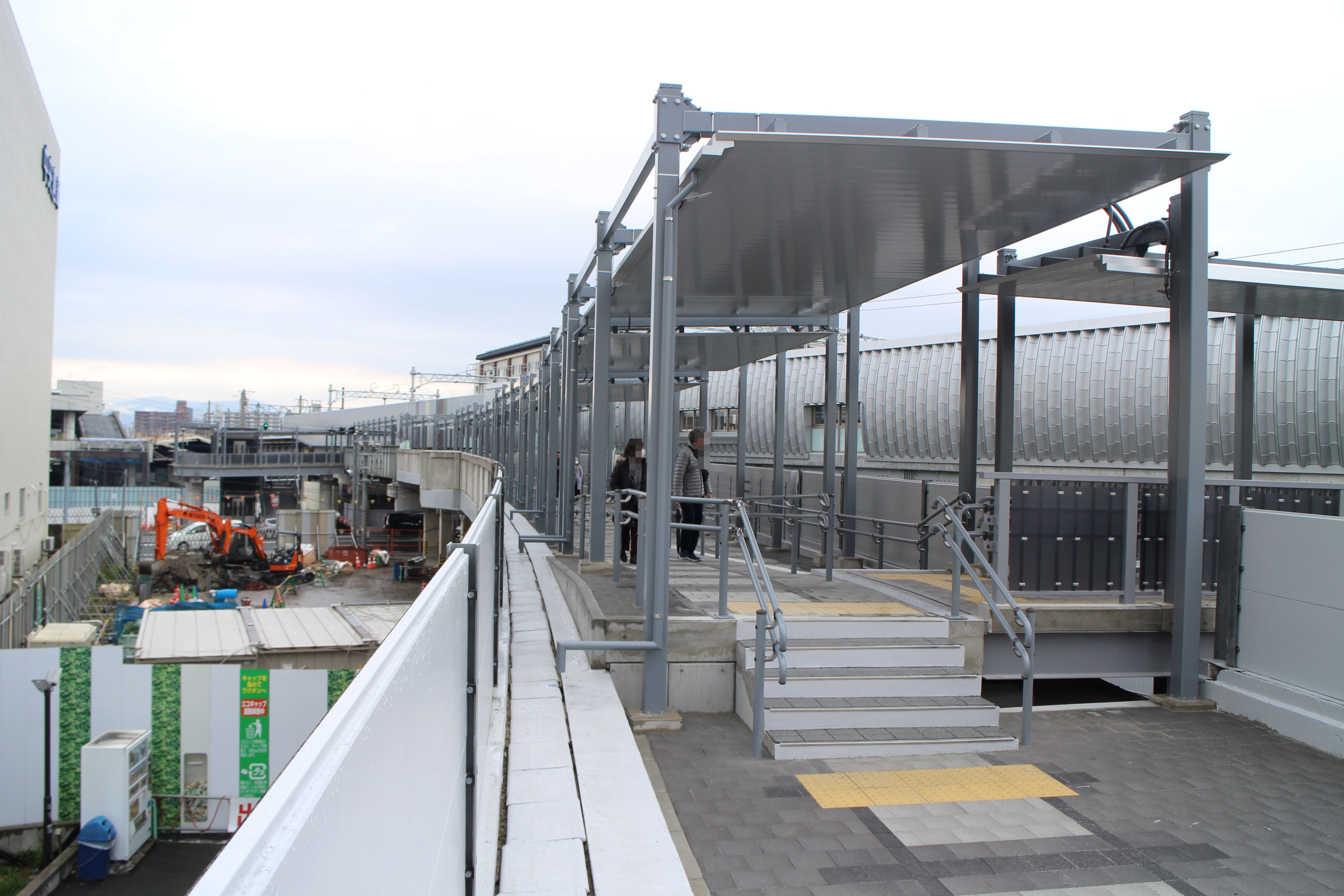
短絡線を再利用した歩道橋（南西側より、2019年3月）

- 京都市中央卸売市場第一市場（愛称「京朱雀市場」）
- 龍谷大学大宮キャンパス
  - 龍谷大学付属平安中学校・高等学校
- 西本願寺
- 興正寺
- 七条通商店街
- さんこうじ整形外科
- 京都貨物駅
- 梅小路ハイライン（廃線となった梅小路短絡線を利用したイベントスペース）

## バス路線
京都市営バス・京阪京都交通の「梅小路公園・JR梅小路京都西駅前」停留所と、京都市営バスの「梅小路公園・京都鉄道博物館前」停留所が至近。このほか、京都市営バス・京阪京都交通・西日本ジェイアールバスの「七条大宮・京都水族館前」停留所も近い。

## 隣の駅
西日本旅客鉄道（JR西日本）
 嵯峨野線（山陰本線）
■快速
通過
■普通
京都駅 (JR-E01) - 梅小路京都西駅 (JR-E02) - 丹波口駅 (JR-E03)